# Henry Lemonnier
Pour les articles homonymes, voir Lemonnier.
Henry Lemonnier, né à Saint-Prix le 8 août 1842 et mort à Paris le 17 mai 1936, est un historien de l'art français, premier titulaire de la chaire d'histoire de l'art en Sorbonne (1899).

## Biographie
Né dans une famille d'érudits et de collectionneurs, Henry Joseph Lemonnier est le fils d'André-Hippolyte Lemonnier (mort en 1870), collectionneur d'art et secrétaire de l'Académie de France à Rome, et de Joséphine-Antoinette-Marie-Angélique des Gallois de Latour. Son grand-père, Anicet Charles Gabriel Lemonnier, était artiste-peintre et collectionneur, auteur du célèbre tableau Lecture de la tragédie de L'Orphelin de la Chine de Voltaire dans le salon de Madame Geoffrin (1812, Château de Malmaison).
Élève au lycée Charlemagne et à l'institut Verdot à Paris, il entre à l'École impériale des chartes et devient archiviste paléographe en 1865, avec une thèse intitulée Études sur la "Lex romana Visigothorum" et l’administration romaine sous la domination des Visigoths, docteur en droit en 1866, inscrit comme avocat au barreau de Paris en 1869[réf. souhaitée], agrégé d'histoire en 1872. D'abord enseignant en lycées, il est chargé du cours d'histoire de l'École des beaux-arts en 1874, de l'École normale supérieure de Sèvres en 1881. Le 27 juin 1887, il soutient ses deux thèses de doctorat ès lettres à la Faculté de Paris. La première, en français, s'intéresse à la condition privée des affranchis sous les trois premiers siècles de l'Empire romain. La deuxième, en latin, traite des serviteurs de la chambre dans l'hospitalité de Charles Quint. De 1891 à 1899, il participe à de nombreuses soutenances de thèses, en qualité de membre du jury. 

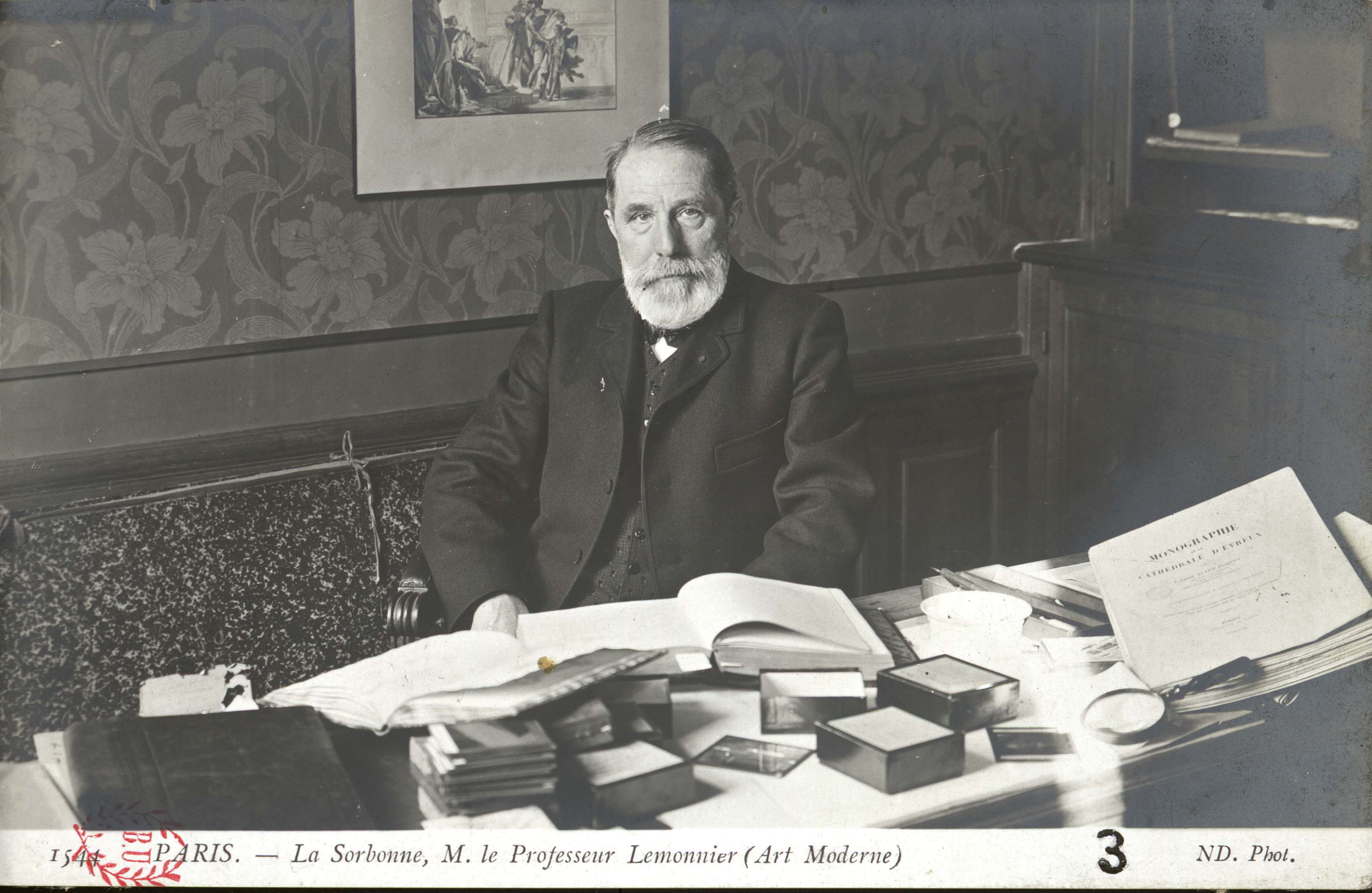
La Sorbonne. M. le professeur Lemonnier (Art moderne) (Bibliothèque de la Sorbonne, NuBIS)

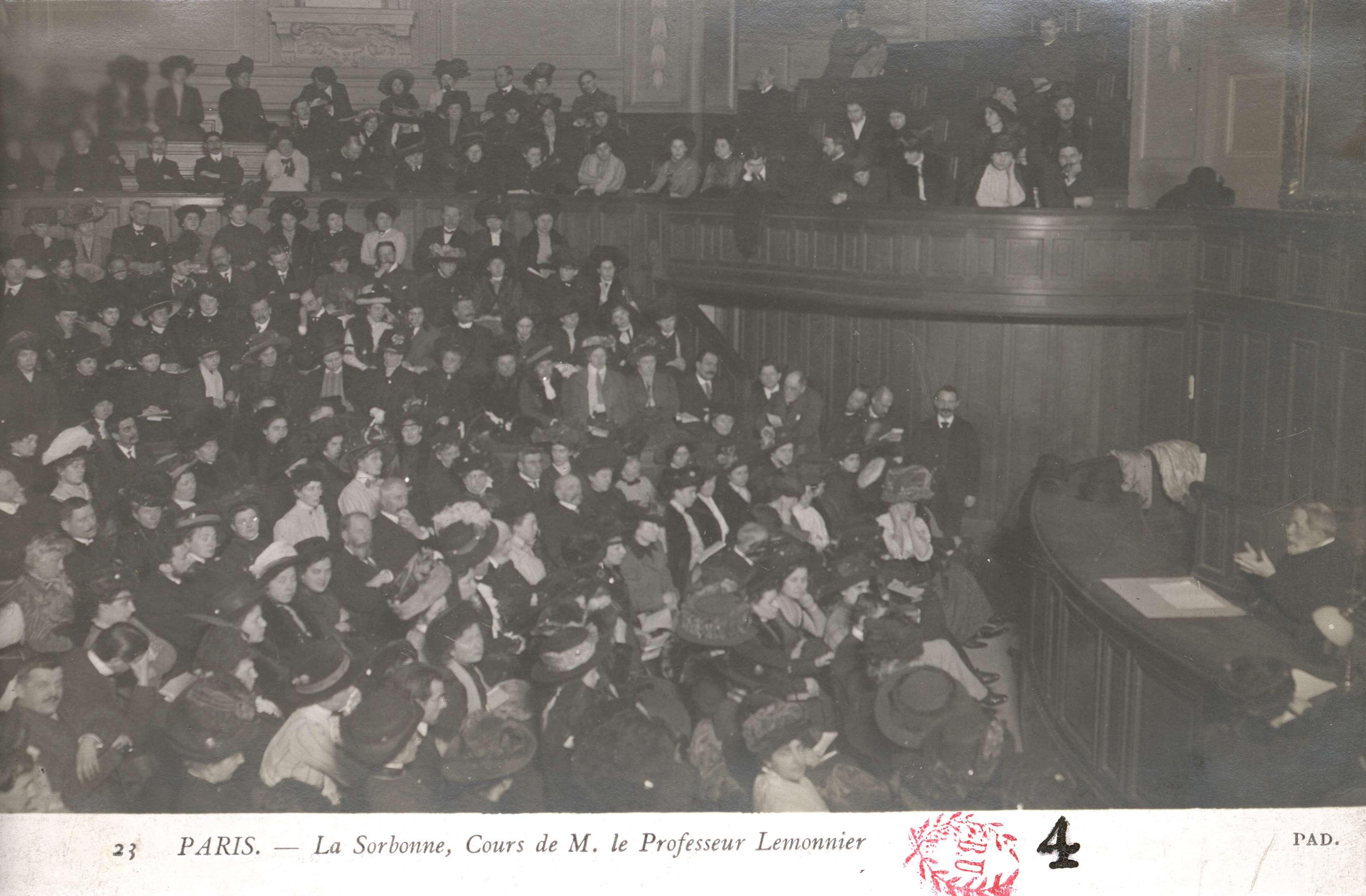
Carte postale d'un cours d'Henry Lemonnier à La Sorbonne dans l'amphithéâtre Richelieu.

Suppléant d'Ernest Lavisse à la Sorbonne en 1889, il suit le modèle de Louis Courajod à l'École du Louvre, visant à élever le niveau scientifique en histoire de l'art, pour introduire des cours d'histoire de l'art dans les cours d'histoire. En 1893, il est chargé de cours d'histoire de l'art à la Sorbonne et il donna ainsi un cours sur les relations entre arts et pouvoir au XVIIe siècle (L'Art français au temps de Richelieu et de Mazarin). En 1899, on créa pour lui la première chaire d'histoire de l'art en France. Il se chargea alors de créer un embryon de bibliothèque d'art, et une collection d'estampes, photographies et de moulages. 
Il se consacra à l'édition des cours de Louis Courajod (Louis Courajod. Leçons professées à l'École du Louvre, 1887-1896, Paris, 1899-1903), participa à la rédaction du 5e volume de l'Histoire de France depuis les origines jusqu'à la Révolution d'Ernest Lavisse, et édita les Procès-verbaux de l'Académie royale d'architecture, 1671-1793.
Peu après sa retraite de la Sorbonne, il fut élu à l'Académie des beaux-arts (8 février 1913, fauteuil de Jules Comte). Il resta à son poste à Sèvres jusqu'en 1919, date à laquelle il succède à Georges Lafenestre comme conservateur du musée Condé de Chantilly. 
Officier de la Légion d'Honneur, président de la Société d'histoire moderne (1900), de la Société de l'École des chartes (1907), membre de la Commission supérieure des Archives nationales, départementales, communales et hospitalières, membre du Comité des travaux historiques et scientifiques (1913).
Lemonnier était marié à Cécile-Joséphine Lesage.

## Publications
- Étude historique sur la condition privée des affranchis aux trois premiers siècles de l’empire romain, Thèse ès-Lettres, Université de Paris, publiée à Paris : Hachette, 1887, prix Marcelin Guérin de l’Académie française en 1888
- L’Art français au temps de Richelieu et de Mazarin, Paris : Hachette, 1893, prix Marcelin Guérin de l’Académie française en 1894
- avec André Michel (éd.), Louis Courajod. Leçons professées à l’École du Louvre (1887-1896). 1. Origines de l’art roman et gothique (leçons éditées avec le concours du R.P. de la Croix, S.J.). 2. Origines de la renaissance. 3. Origines de l’art moderne, Paris : A. Picard et fils, 1899-1903
- Gros : biographie critique, Paris : H. Laurens, 1905
- L’Art français au temps de  Louis XIV (1661-1690), Paris : Hachette, 1911
- L’art moderne (1500-1800), essais et esquisses, Paris : Hachette, 1912
- Procès-verbaux de l’Académie d’architecture (1671-1793), Paris : Jean Schemit, Édouard Champion, librairie Armand Colin, 1911- 1929
- Mélanges offerts à M. Henry Lemonnier... par la Société de l'histoire de l'art français, ses amis et ses élèves, Paris : E. Champion, 1913
- Le Collège Mazarin et le Palais de l’Institut (XVIIe – XIXe siècles), Paris : Hachette, 1921

## Distinctions

### Décorations
- Chevalier de la Légion d'honneur, en 1888,
- Officier de la Légion d'honneur, en 1901[6].

### Récompenses
- Prix Marcelin-Guérin de l’Académie française en 1888 et 1894,